# Universidade de Abomei-Calavi
A Universidade de Abomei-Calavi (em francês: Université d'Abomey-Calavi) é a maior, mais antiga e mais prestigiosa universidade pública de Benim. A universidade está localizada na cidade de Abomei-Calavi, no sul do país.
A universidade constitui-se em 19 instituições orgânicas e seis campi, localizados em Abomei-Calavi, Cotonu, Uidá e Porto Novo. A universidade tem uma série de programas de graduação e pós-graduação. É uma instituição-membro da Associação das Universidades Africanas e da Agência Universitária da Francofonia.

## História
A tradição histórica da Universidade de Abomei-Calavi iniciou-se com a instalação, em 24 de julho de 1962, no Liceu de Béhanzin, em Porto Novo, do Exame-Geral Propedêutico Científico de Letras. Em 29 de novembro de 1962 presta-se o primeiro exame dos estudos de letras e literatura.
Em 27 de abril de 1964 é assinada a declaração de acordo pelos dois ministros da educação nacional (do Togo e do Daomé) para um único Colégio Universitário Daomeano-Togolês. Em 14 de julho de 1964 é assinado o Acordo Daomeano-Togolês para o ensino superior comum com a seção científica de Porto Novo (Daomé) e a seção literária de Lomé (Togo). Esses dois acordos culminam na criação, em 14 de julho de 1965, do Instituto de Ensino Superior do Daomé-Togo, com dois centros, incluindo o de estudos científicos em Porto Novo (que absorveu o Propedêutico Científico de Letras) e o de estudos literários em Lomé.
Em função dos protestos de 1968, entre maio e junho de 1968 ocorre a expulsão em massa de estudantes daomeanos das universidades de Dacar e Abijã, fato que pressionou o governo do Daomé a acelerar a criação de um universidade nacional. Neste bojo, os estudantes do Instituto Superior de Ensino realizam também, em maio de 1969, uma grande greve organizada pela União Geral dos Alunos e Estudantes do Daomé (UGEED), que pressiona ainda mais os governos do Daomé e do Togo.
Em 9 de julho de 1970 os governos do Daomé e do Togo entram em acordo para separar os campi de Porto Novo e Lomé em universidades nacionais autônomas. Em 21 de agosto de 1970, pelo decreto N° 70-217/CP/MEN/1970, o governo daomeano cria a Universidade Nacional do Daomé, e em 14 de setembro 1970, pelo decreto n° 70-157/PR, o governo togolês cria a Universidade do Benim em Lomé. Em 26 de outubro de 1970 inicia-se o primeiro ano letivo da Universidade Nacional do Daomé, com a posse, no dia seguinte, do primeiro reitor, o renomado acadêmico e botanicista Edouard Adjanohoun. Em 6 de novembro de 1970 ocorre a cerimónia solene de instalação da pedra fundamental do campus de Abomei-Calavi, que passou a ser a nova sede da universidade.
No início de 1976 o nome foi alterado para Universidade Nacional do Benim, em função da implantação da República Popular do Benim e para distinguir-se da Universidade do Benim em Lomé. Deste período até o final da década de 1980, ocorrem várias greves e manifestações estudantis organizadas pela UGEED e pelo Sindicato Nacional do Ensino Superior (SNES) contra a intervenção da liberdade de cátedra na universidade, além de melhoria das condições de vida dos estudantes e por democratização da gestão universitária — movimentos acusados de ter influência estrangeira. As greves foram reprimidas com a prisão de estudantes e professores.
Em 18 de setembro de 2001, no bojo das reformas do ensino superior propostas pelo reitor Issifou Takpara e pelo ministro do ensino e investigação científica Dorothé Sossa, foi criada por decreto uma segunda universidade nacional em Paracu, separando um dos campus da Universidade Nacional do Daomé. Em outubro de 2002 ocorre o início conjunto do ano letivo das duas universidades nacionais, nomeadas Universidade de Abomei-Calavi (UAC) e Universidade de Paracu (UP).
Em julho de 2006 ocorrem as primeiras eleições democráticas de reitores e vice-reitores das universidades nacionais, e em 14 de dezembro de 2011 ocorre a segunda eleição democrática de reitor e vice-reitor da universidade.